# Kanō Tan’yū

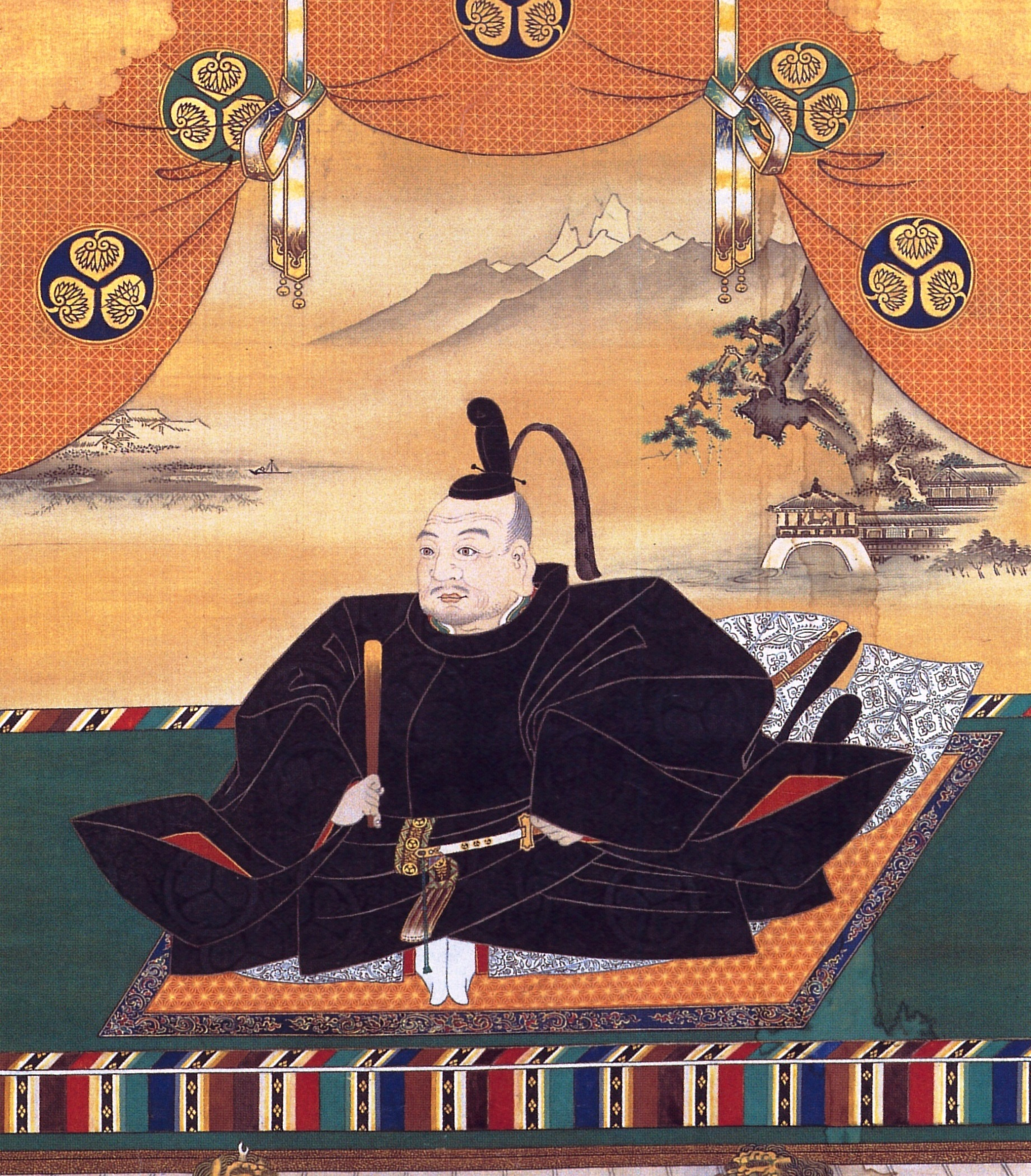
Porträt Tokugawa Ieyasu

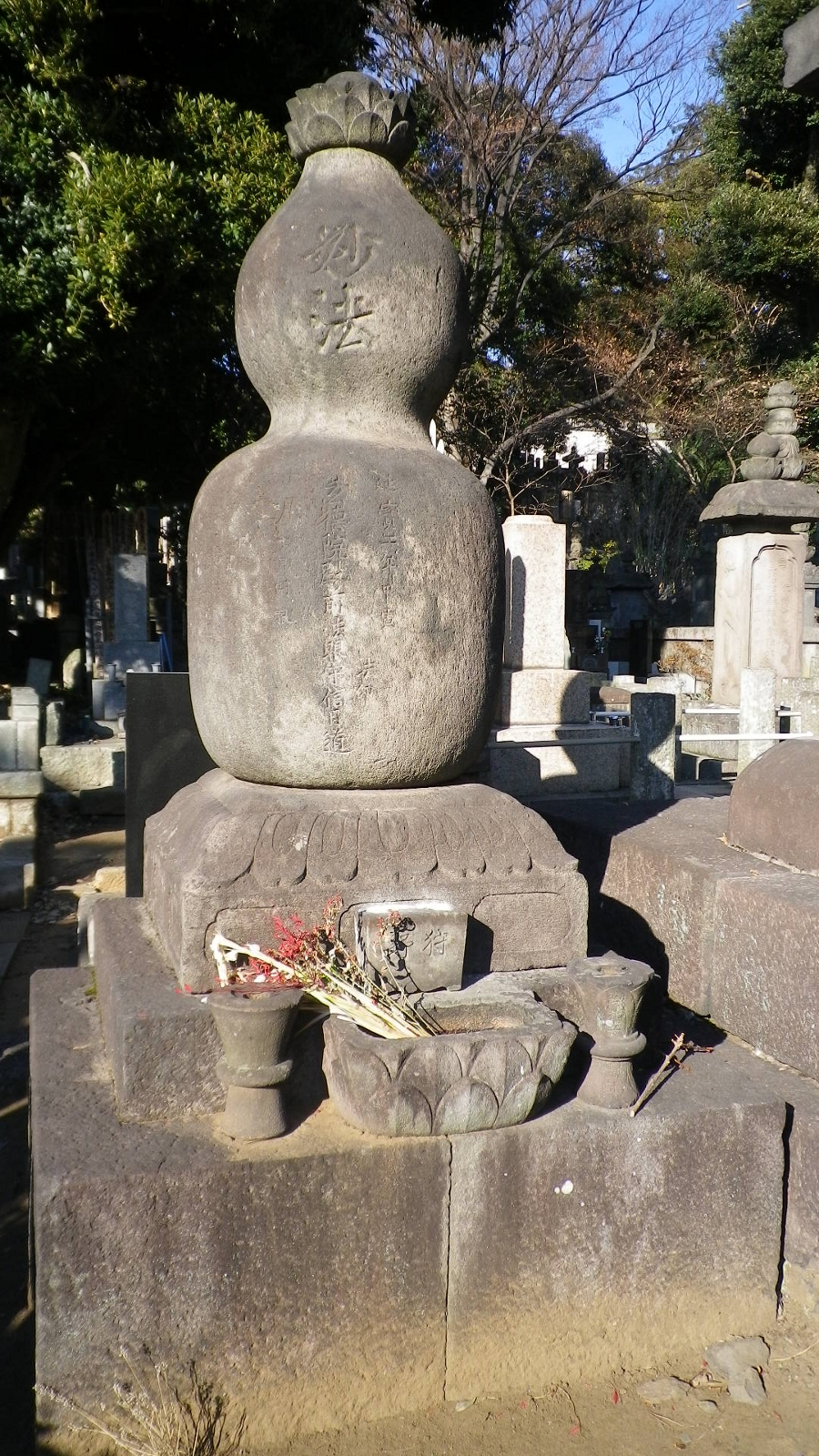
Grab

Kanō Tan’yū (japanisch 狩野 探幽, eigentlich: Kanō Morinobu (狩野 守信); * 4. März 1602 in Kyōto; † 4. November 1674) war ein bedeutender japanischer Maler der frühen Edo-Zeit. Er führte die Kanō-Schule zu neuem Ansehen.

## Leben und Wirken
Tan’yū war der älteste Sohn des Kanō Takanobu und Enkel des Malers Kanō Eitoku. Er zeigte schon früh malerisches Talent und wurde bereits im Alter von zehn Jahren Tokugawa Ieyasu in Sumpu vorgestellt. Er wurde später Hofmaler (奥絵師, Oku-eshi) der Tokugawa und erhielt ein Anwesen in der Nähe der Burg von Edo im Stadtteil Kajibashi. Zu dieser Zeit baute das Shogunat Burgen aus und errichtete Paläste in Edo und in der Kyoto-Gegend, so dass Tan’yū und seine jüngeren Brüder Naonobu (1607–1650) und Yasunobu (1613–1685) sehr beschäftigt waren mit der Ausmalung von Schiebetüren (fusuma-e) für die Anwesen. So malte er, noch nicht einmal dreißig Jahre alt, Matsu ni taka zu für das Nijō-Schloss in Kyoto, das 1626 fertiggestellt wurde für den Besuch des Kaisers Go-Mizunoo. 
Danach produzierte er Fusuma-e für den Hauptbau der Osaka-Burg (1624–1626), für die Jōraku-Halle (上洛殿, Jōraku-den) der Burg Nagoya, für den Tōshōgū in Nikkō, (1636), für Abtsquartiere des Daitoku-ji (1641), für den Kaiserpalast in Kyoto (1642), für die Burg Edo (1644) und für das Kurojoin des Nishi Hongan-ji in Kyoto (1657). Außerdem malte Tan’yū eine Reihe von Porträts des Tokugawa Ieyasu, die Bildrolle Tōshōgū engi maki, das das mystifizierte Leben Ieyasus darstellt.
1622 wurde Tan’yū vom Shogunat mit dem höchsten Ehrentitel für Künstler, Hōin (法印), ausgezeichnet. Sein Grab befindet sich im Ikegami Honmon-ji in Tokyo.
Der von Tan’yū begründete Kajibashi-Zweig der Kanō-Schule existierte bis zu Beginn der Meiji-Zeit, als sich alle Schulen dieser Art auflösten. Tangaku (探岳; 1859–1922) und Tandō (探道; 1890–1948) waren die letzten dieses Zweiges, der um die 40 Maler umfasst.

## Galerie

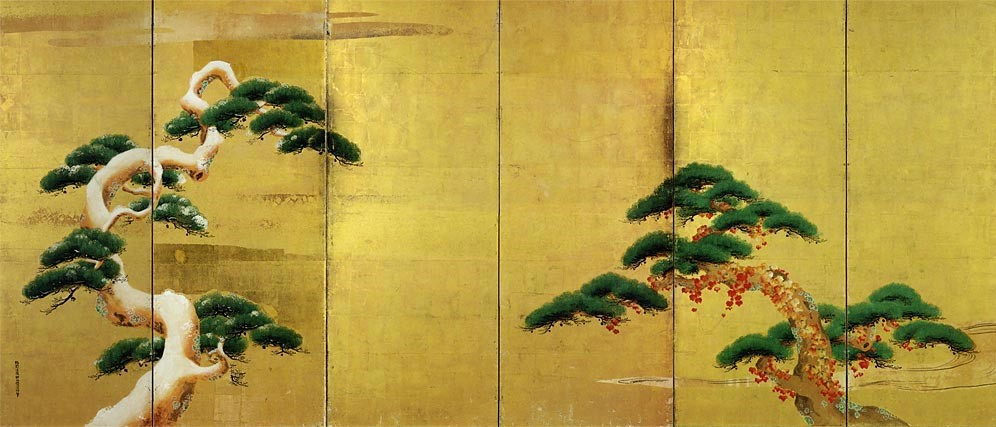
Vier Jahreszeiten (linker Stellschirm)
Phönix und Paulownia (rechter Stellschirm)
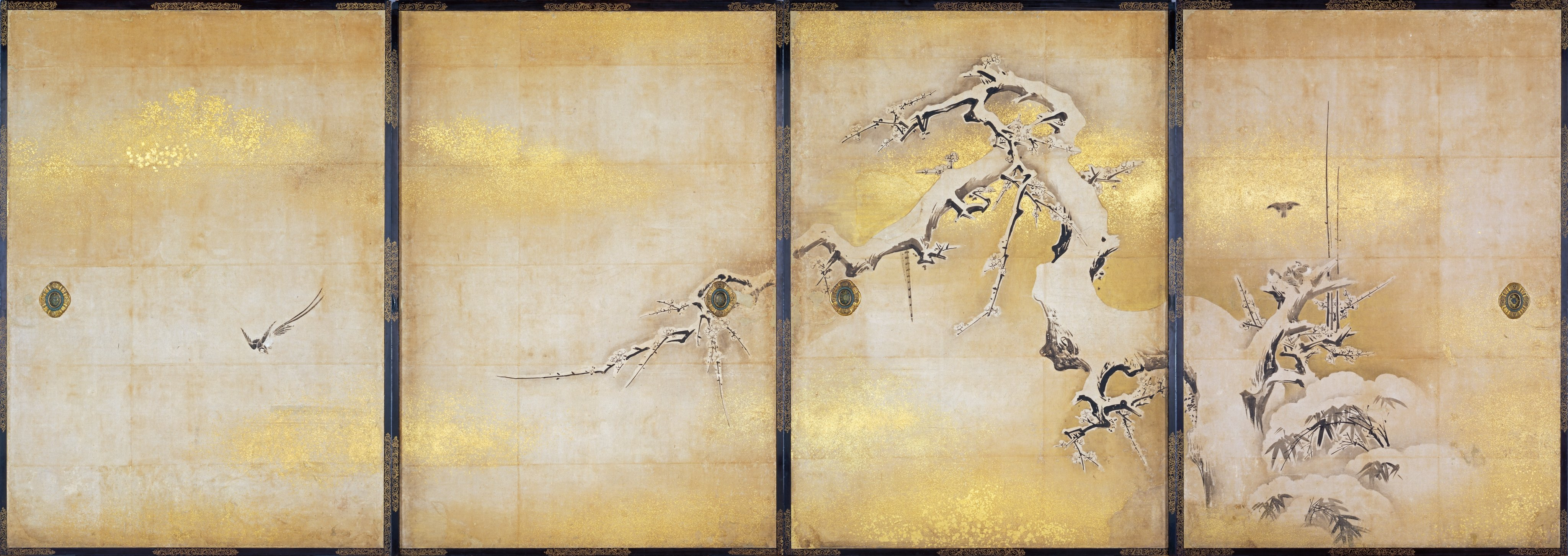
Pflaume und Bambus im Winter (Nagoya)
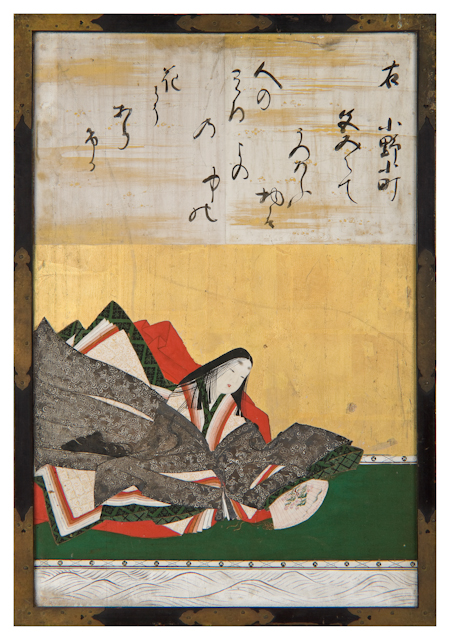
Ono no Komachi, 1648